# By the Way
By the Way är ett musikalbum av den amerikanska rockgruppen Red Hot Chili Peppers, utgivet 9 juli 2002. Titelspåret blev en hit i flera länder, bland annat nådde det andraplatsen på singellistan i Storbritannien. Även "Can't Stop", "The Zephyr Song" och "Universally Speaking" släpptes som singlar.

## Omslaget
Omslaget är en målning av konstnären Julian Schnabel som föreställer hans dotter Stella som också var gitarristen John Frusciantes flickvän vid tidpunkten.

## Låtlista
Samtliga låtar skrivna av Flea, John Frusciante, Anthony Kiedis och Chad Smith.
1. "By the Way" - 3:39
2. "Universally Speaking" - 4:21
3. "This Is the Place" - 4:19
4. "Dosed" - 5:18
5. "Don't Forget Me" - 4:39
6. "The Zephyr Song" - 3:55
7. "Can't Stop" - 4:30
8. "I Could Die for You" - 3:15
9. "Midnight" - 4:57
10. "Throw Away Your Television" - 3:48
11. "Cabron" - 3:43
12. "Tear" - 5:19
13. "On Mercury" - 3:30
14. "Minor Thing" - 3:40
15. "Warm Tape" - 4:17
16. "Venice Queen" - 6:06

## Bandmedlemmar
- Anthony Kiedis - sång
- Flea - bas
- John Frusciante - gitarr
- Chad Smith - trummor